# Fernando Pinto Monteiro
Fernando José de Matos Pinto Monteiro GCC (Almeida, Porto de Ovelha, 5 de abril de 1942 — 8 de junho de 2022) foi um jurista, magistrado e juiz português, que exerceu o cargo de Procurador-Geral da República de 2006 a 2012.

## Biografia
Era filho de Amílcar Pinto Monteiro e de sua mulher Maria de Lourdes de Matos e irmão de António Joaquim de Matos Pinto Monteiro.
Licenciado em Direito pela Faculdade de Direito da Universidade de Coimbra, foi delegado do Procurador da República em Idanha-a-Nova, Anadia, Porto e Lisboa, Juiz de Direito em Ponta do Sol, Alcácer do Sal, Loures, Torres Vedras e Lisboa e Juiz Desembargador no Tribunal da Relação de Lisboa.
Foi também Alto Comissário Adjunto na Alta Autoridade Contra a Corrupção, membro da Comissão de Gestão e do Conselho Pedagógico do Centro de Estudos Judiciários (onde também leccionou e presidiu a exames); Secretário-Geral da Associação de Juízes Portugueses (eleito em dois mandatos consecutivos) e Presidente do Júri Nacional dos exames de Revisores de Contas.
Durante três anos exerceu o cargo de Presidente do Conselho de Justiça da Federação Portuguesa de Futebol.
Foi professor convidado na Universidade Autónoma de Lisboa durante catorze anos, realizou conferências na Universidade de Coimbra e na Universidade de Lisboa. Foi Presidente da 1.ª Secção Civil do Supremo Tribunal de Justiça e eleito para a 1.ª Conferência de Ética Ibero-Americana, tendo colaborado na redacção do respectivo Código.
Juiz Conselheiro do Supremo Tribunal de Justiça (desde 1998), foi o 10.º procurador-geral da República Portuguesa (de 9 de outubro de 2006 a 9 de outubro de 2012), tendo sido proposto pelo XVII Governo Constitucional e aceite pelo Presidente da República, Aníbal Cavaco Silva. Substituiu no cargo José Souto de Moura e foi sucedido por Joana Marques Vidal.
A 19 de fevereiro de 2013 foi agraciado com a Grã-Cruz da Ordem Militar de Nosso Senhor Jesus Cristo.
Casado, teve uma filha, Joana, nascida em 1981 e também advogada, e um filho, Manuel.
Faleceu em 8 de junho de 2022.

### Polémicas
Foram levantadas suspeitas sobre o facto de ter almoçado com o antigo Primeiro-Ministro José Sócrates poucos dias antes da sua detenção a 22 de Novembro de 2014 por suspeitas de fraude fiscal, branqueamento de capitais e corrupção.
A 25 de março de 2015 foi acusado na Antena 1 pelo Presidente do Sindicato dos Magistrados do Ministério Público António Ventinhas de ter impedido investigações a figuras públicas poderosas.